# Leanne Cullen-Unsworth
Leanne Cullen-Unsworth   (Regne Unit, 1979) és una científica marina anglesa experta en la conservació i restauració del sòl marí amb base científica, especialment els prats d'herbes marines.
El 2000 es va interessar per les herbes marines mentre investigava els patrons dels recursos marins a Indonèsia. Es va doctorar en Ciències Biològiques el 2007. Va seguir aprofundint en el coneixement de pastures marines i el seu valor positiu en el medi ambient. És la fundadora i des del 2023 la directora executiva del primer pla de restauració d'herbes marines a gran escala del Regne Unit. Les herbes marines poden emmagatzemar carboni i facilitar la vida dels peixos. El Project Seagrass utilitza un robot teledirigit anomenat Shack que planta llavors barrejades amb fang al fons marí. Els primers assaigs es van fer a Dale Bay, però l'objectiu és aplicar-ho a altres països.
El novembre de 2023, va ser inclosa a la llista de les 100 dones de la BBC.